# Pelomedusa
Pelomedusa – rodzaj żółwi z rodziny pelomeduzowatych (Pelomedusidae).

## Zasięg występowania
Rodzaj obejmuje gatunki występujące w Afryce (Senegal, Gambia, Gwinea Bissau, Gwinea, Sierra Leone, Wybrzeże Kości Słoniowej, Mali, Burkina Faso, Ghana, Togo, Benin, Niger, Nigeria, Sudan, Erytrea, Dżibuti, Somalia, Etiopia, Sudan Południowy, Republika Środkowoafrykańska, Kongo, Demokratyczna Republika Konga, Rwanda, Burundi, Uganda, Kenia, Tanzania, Malawi, Zambia, Angola, Namibia, Botswana, Zimbabwe, Mozambik, Eswatini, Lesotho i Południowa Afryka) i na Półwyspie Arabskim (Arabia Saudyjska i Jemen).

## Systematyka

### Etymologia
- Pelomedusa: gr. πηλος pēlos „glina, błoto”; μεδω medō „władać, panować”[2].
- Pentonyx: gr. πεντε pente „pięć”; ονυξ onux, ονυχος onukhos „pazur, paznokieć”[6]. Gatunek typowy: Testudo galeata Schoepff, 1792.

### Podział systematyczny
Do rodzaju należą następujące gatunki:
- Pelomedusa barbata Petzold, Vargas-Ramírez, Kehlmaier, Vamberger, Branch, Du Preez, Hofmeyr, Meyer, Schleicher, Široký & Fritz, 2014
- Pelomedusa galeata (Schoepff, 1792)
- Pelomedusa gehafie (Rüppell, 1835)
- Pelomedusa kobe Petzold, Vargas-Ramírez, Kehlmaier, Vamberger, Branch, Du Preez, Hofmeyr, Meyer, Schleicher, Široký & Fritz, 2014
- Pelomedusa neumanni Petzold, Vargas-Ramírez, Kehlmaier, Vamberger, Branch, Du Preez, Hofmeyr, Meyer, Schleicher, Široký & Fritz, 2014
- Pelomedusa olivacea (Schweigger, 1812)
- Pelomedusa schweinfurthi Petzold, Vargas-Ramírez, Kehlmaier, Vamberger, Branch, Du Preez, Hofmeyr, Meyer, Schleicher, Široký & Fritz, 2014
- Pelomedusa somalica Petzold, Vargas-Ramírez, Kehlmaier, Vamberger, Branch, Du Preez, Hofmeyr, Meyer, Schleicher, Široký & Fritz, 2014
- Pelomedusa subrufa (Bonnaterre, 1789) – pelomeduza afrykańska[7]
- Pelomedusa variabilis Petzold, Vargas-Ramírez, Kehlmaier, Vamberger, Branch, Du Preez, Hofmeyr, Meyer, Schleicher, Široký & Fritz, 2014